# Psychoda jezeki
Psychoda jezeki és una espècie d'insecte dípter pertanyent a la família dels psicòdids que es troba a Europa: la Gran Bretanya.